# Nicaragua, so gewaltsam zärtlich
Nicaragua, so gewaltsam zärtlich ist ein Buch von Julio Cortázar aus dem Jahr 1983.
Es ist die letzte Publikation, die Cortázar, im Bewusstsein seines nahen Todes, am „Ende der Weltenfahrt eines Lebens, das zur Neige geht,“ selbst noch abgeschlossen hat. Der Titel spielt auf das neue Nicaragua nach der Befreiung von der Diktatur Somozas an: eine Situation, in der der Kampf um Selbstbestimmung zugleich ein Kampf gegen die Gewalten der Vergangenheit, die „tropischen Zustände“ Lateinamerikas ist, geprägt durch „Rückständigkeit, Hindernisse und Fesseln, der übersteigerte Männlichkeitswahn, der Machismo“.
Die Texte des Bandes sind aus der Perspektive eines solidarischen Begleiters in diesem Kampf verfasst: Erfahrungsberichte aus dem Alltag des neuen Nicaragua, kritische Stellungnahmen zu journalistischen Artikeln, zwei Reden, sowie ein Gedicht und eine Erzählung. In den letzten Jahren seines Lebens war Cortázar häufiger Besucher Nicaraguas, das für ihn zu einer Art Heimat und eine Verwirklichung des lateinamerikanischen Traums nach Freiheit und Selbstbestimmung geworden war.
Cortázar markiert mit seinen Erfahrungsberichten gewissermaßen den Beginn eines neuen Genres. Nach ihm haben auch andere Intellektuelle und Künstler wie z. B. Dietmar Schönherr und Salman Rushdie Nicaragua nach dem Sturz der Diktatur besucht und ihre Eindrücke publiziert.

## Autobiographisches
Durch die von Cortázar eingesetzten literarischen Formen tritt – anders als in seinen Erzählungen oder Romanen – die Person des Autors, der Mensch hinter den Texten stärker hervor, voller Humor und geprägt von tiefer Humanität und Anteilnahme desjenigen, der „über Tage, Wochen und Monate den Rhythmus des täglichen Lebens, die täglichen Anstrengungen zur Veränderung der Dinge, die Freuden und Leiden der unterschiedlichsten Bevölkerungsschichten unter verschiedensten Bedingungen geteilt hat.“

## Werkgeschichtliches
Werkgeschichtlich sind Ausführungen Cortázars aufschlussreich, die er in einer Rede über die Rolle des Schriftstellers in Lateinamerika machte. Cortázar sprach sich für die Offenheit des künstlerischen Schaffens gegenüber unterschiedlichsten Formen des Ausdrucks aus. Damit sollte die Kultur verwandelt werden „in ein Element des kollektiven Lebens, das angeboten und angenommen wird, ausgetauscht und verändert, genau wie wir es mit den Gebrauchsgegenständen tun, mit dem Brot, mit den Fahrrädern und mit den Schuhen.“ In diesem Sinne hatte Cortázar zusammen mit Freunden z. B. einen Comic bzw. eine Bildgeschichte verfasst, in der die Geschäftspraktiken internationaler Konzerne sowie die Aktivitäten der CIA in Lateinamerika kritisiert werden. Weiter beteiligte sich Cortázar etwa daran, Texte für Tangos zu verfassen, die anstelle von „gängigen volksverdummenden, vulgären und konformistischen“ Texten kritische Inhalte transportieren sollen.

## Revolution und Kultur
In Zusammenhang mit dem veränderten Begriff der Kultur stellte Cortázar auch substantielle Überlegungen an woran, es liegen könnte, dass Revolutionen gelingen oder scheitern. Einen Schlüssel sah er darin, welche Rolle die Kultur in einer Befreiung spielte und ob es zu einer gegenseitigen „Durchdringung von Revolution und Kultur“ kam. Nicaragua – in dem die Kultur eine herausragende Rolle spielt, wie auch Rushdie („Ich glaube, nicht einmal in Indien und Pakistan, wo Dichter große Verehrung genießen, habe ich je Menschen erlebt, die sich so viel aus Poesie machten wie die Nicaraguaner“) und Schönherr („Ein Gespräch kommt in Gang, Literatur. Ich kann nur mit Mühe folgen. Von Marcel Proust ist die Rede, Grass, Böll, James Joyce, die Leute reden davon, als hätten sie sich ein Leben lang mit nichts anderem beschäftigt, als hätten sie nicht Jahre ihres Lebens in den Wäldern verbracht“) feststellen – bildet für Cortázar das positive Beispiel, in dem dies gelingt. Wesentlich für das Gelingen der Befreiung ist aus Cortázars Sicht die Vorsicht gegenüber einem übertriebenen Ernst und die Offenheit für das Spielerische: „Eine Revolution, die dem Bedürfnis nach Freude, nach Spiel, nach geistiger, gefühlsmäßiger, psychologischer Entfaltung nicht Rechnung trägt, ist in meinen Augen dazu verurteilt zu erstarren, bürokratisch zu werden, alles auf Akten, auf das Lösen von Problemen zu reduzieren. Die endgültige Befreiung, das Glück des Menschen wird nicht dadurch erreicht, dass man ihn in die Nähe des Bienenstocks oder des Ameisenhaufens rückt. Diese Insekten führen ihr Leben mit einer perfekten Effizienz, aber es fehlt all das, was uns zu Menschen macht, was uns Lebensfreude gibt.“

## Zitate
„Nur wenige Monate sind vergangen und schon stürzt sich Nicaragua in eine großangelegte Alphabetisierungskampagne, die für einen noch nicht genau voraussehbaren Zeitraum das ganze Land in eine einzige Schule verwandeln wird: Die eine Hälfte der Bevölkerung wird praktisch der anderen das Lesen und Schreiben beibringen.[…] Hier ist der Analphabetismus nicht nur ein Hemmschuh für den Fortschritt und die Entwicklung der Völker, sondern ein erdrückend negativer Faktor für die Selbstbestimmung und Suche nach Identität, die auf oft nicht ganz deutlich auszumachende Weise im spannungsreichen lateinamerikanischen Panorama der letzten Jahrzehnte zu bemerken ist.“
„‚Das Meer gleicht einem unendlichen Quecksilberspiegel...‘, ich kann mir gut vorstellen, wie Rubén Dario beim Schreiben seines Gedichts auf die weite Fläche des Pazifiks gesehen hat, so wie ich es jetzt von der Terrasse des kleinen Häuschens im Feriendorf ‚El Velero‘ tue. Schließlich liegt León, die Stadt des Dichters, nicht weit von hier entfernt. Ansonsten aber bestand zu seiner Zeit nichts von dem, was mich hier umgibt. ‚El Velero‘ – das Segelschiff –, früher einmal einer der exklusivsten Clubs Somozas, ist heute ein Feriendorf für die Werktätigen. Aber genau wie die Cubaner scheinen die Nicaraguaner zu denken, dass in dieser Jahreszeit, die sie Winter nennen, nur Ausländer und Verrückte auf die Idee kommen können, im Meer zu baden; sie stellen es sich wohl voller Eisberge oder ähnlichem vor. Für mich ist es wie immer glühend heiß, das Wasser hat eine Temperatur, um die es das Mittelmeer im Hochsommer beneiden würde, und wenn man sich nicht vor der Mittagssonne schützt, adoptieren einen die Krebse sofort als einen der ihren.“
„Es gilt, unsere intellektuelle Enklave, die Beschränkung auf das Buch, den Vortrag, die Antrittsvorlesung, zu durchbrechen, auf einem Kontinent, dessen Kulturen unterjocht sind, überfremdet, lächerlich minoritär und elitär, Kulturen für „gebildete Leute“. Ich meine einfach damit, dass der alte Begriff von Kultur als einem unbeweglichen Gut überwunden und das Unmöglich versucht werden muss, damit sie sich in ein bewegliches Gut verwandelt, in ein Element des kollektiven Lebens, das angeboten und angenommen wird, ausgetauscht und verändert, genau wie wir es mit den Gebrauchsgütern tun, mit dem Brot, mit den Fahrrädern und mit den Schuhen.“

## Ausgaben
- Julio Cortázar, Nicaragua, tan violentame dulce, Managua 1983.
- Julio Cortázar, Nicaragua, so gewaltsam zärtlich. Mit einem Vorwort von Tomás Borge, Peter Hammer Verlag Wuppertal 1985, übersetzt von Gerda Schattenberg-Rincón, ISBN 3-87294-257-3.